# Góry Złotnickie
Góry Złotnickie est une localité polonaise de la gmina de Żelazków, située dans le powiat de Kalisz en voïvodie de Grande-Pologne.